# Bihary Péter
Bihary Péter (Komló, 1973 –) Dugonics András irodalmi díjas magyar író. 
1973-ban született Komlón. Még gyermekkorában Budapestre költözött családjával. 
A tanulmányai elvégzése után felszerelt a rendőrséghez, ahol több beosztásban is dolgozott egy évtizeden keresztül, így ezen időszak alatt tapasztaltak ihletik könyvei jórészét.
Ezt követően egy évet töltött az Egyesült Államokban, majd visszatért Magyarországra, és a Liszt Ferenc repülőtér védelmi szolgálatánál helyezkedett el. 
2015-ben kitelepült Németországba, és azóta is Forbachban él családjával. Három leánygyermek édesapja. 
Az írással 2019-ben kezdett foglalkozni. Publikációi jelentek meg rendszeresen internetes fórumokon, és ezek sikere adta meg a kezdő lökést az első regényhez. 
2020-ban jelent meg első könyve, A veszett kutya. 
2021-ben szerződött az Álomgyár Kiadóhoz, ahol immáron a kilencedik könyve jelent meg.
„Író? talán. Egy családapa vagyok, egy gondolkodó ember, akinek kavarognak a gondolatok a fejében. Az, hogy leírom őket és könyv képében testet öltenek, nem munka számomra, hanem terápia.”
Több interjúban beszélt kalandos életéről, munkásságáról.

## Könyvei
- Migránsok – 2020
- A veszett kutya – 2020
- A falka 2021
- Likvidált szerelem – 2021
- Elrabolt jövő – 2021
- A kalandor 2022
- Para bellum 2022
- Endrei szentek 2023
- Rose von Jericho 2023

## Díjak, jelölések
- Dugonics András irodalmi díj: I. helyezett a szórakoztató irodalom kategóriában (Migránsok) 2021
- Dugonics András irodalmi díj: Etelka-díj III. helyezett abszolút összesítésben, 2021
- Dugonics András irodalmi díj Krimi kategória VIII. helyezett, 2022.
- Év könyve díj top 10. 2022.
- Év könyve tpp 30. 2023.
- Dugonics András díj Krimi kategória I. helyezett 2023.

## Forrás
- https://www.hungarybooks.hu/2020/09/interju-bihary-peterrel-akinek-nemreg.html?m=1